# Họ Mùng quân

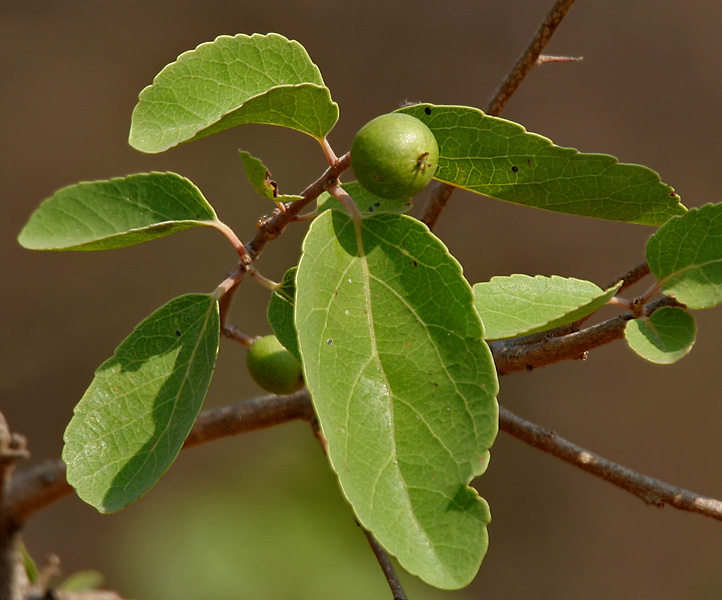
Flacourtia indica

Họ Mùng quân hay họ Bồ quân (danh pháp khoa học: Flacourtiaceae) từng là một họ thực vật có hoa trong hệ thống Cronquist và một vài hệ thống phân loại thực vật khác. Người ta thường phàn nàn rằng Arthur Cronquist có thói quen gộp toàn bộ các thành viên còn sót lại của một bộ, có thể coi là "đầu thừa đuôi thẹo" mà không phù hợp một cách rõ ràng với bất kỳ một họ nào trong bộ đó với các chi có quan hệ họ hàng gần gũi, vào trong một họ chứa tất cả, hay họ "thùng rác". Flacourtiaceae dường như là họ để thực hiện chức năng này cho bộ Violales của hệ thống Cronquist. Các loài nhiệt đới, cận nhiệt đới, ôn đới có rất ít các đặc trưng chung được định nghĩa và họ Flacourtiaceae là rất đa dạng về chủng loại khi xem xét ở cấp độ họ. Năm 1975, Hermann Sleumer phát biểu rằng "Flacourtiaceae là một họ tưởng tượng; chỉ có các tông trong đó là thuần nhất".
Trong phân loại Cronquist, họ này bao gồm 89 chi và trên 800 loài còn sinh tồn. Trong số này, nhiều chi, kể cả chi điển hình Flacourtia, hiện nay đã được chuyển sang họ Liễu (Salicaceae) trong phân loại dựa trên cơ sở phát sinh loài phân tử do Angiosperm Phylogeny Group thiết lập. Trong danh sách dưới đây, họ Salicaceae được định nghĩa rộng. Một số nhà phân loại học lại chia nó ra thành 3 họ là Salicaceae nghĩa hẹp (sensu stricto), Scyphostegiaceae và Samydaceae.

## Các chi
Các chi trước đây xếp trong họ Flacourtiaceae, ở đây xếp theo họ hiện tại:

### Achariaceae
- Baileyoxylon
- Buchnerodendron
- Caloncoba (bao gồm cả Paraphyadanthe)
- Camptostylus (bao gồm cả Cerolepis)
- Carpotroche
- Chiangiodendron
- Chlorocarpa
- Dasylepis (bao gồm cả Pyramidocarpus)
- Eleutherandra
- Erythrospermum (bao gồm cả Gestroa, Pectinea)
- Grandidiera
- Gynocardia (bao gồm cả Chilmoria)
- Hydnocarpus (bao gồm cả Asteriastigma, Dankia, Taraktogenos): Chi Nang trứng
- Kiggelaria
- Lindackeria
- Mayna (bao gồm cả Dendrostigma, Dendrostylis)
- Peterodendron
- Poggea
- Prockiopsis
- Rawsonia
- Ryparosa (bao gồm cả Bergsmia, Gertrudia)
- Scaphocalyx
- Scottellia (bao gồm cả Dasypetalum)
- Trichadenia
- Xylotheca

### Aphloiaceae
- Aphloia (bao gồm cả Neumannia)

### Berberidopsidaceae
- Berberidopsis
- Streptothamnus

### Celastraceae
- Plagiopteron

### Gerrardinaceae
- Gerrardina (hiện nay coi là chi của họ chứa chính nó Gerrardinaceae) [4]

### Lacistemataceae
- Lacistema
- Lozania

### Peridiscaceae
- Soyauxia

### Salicaceae

#### Samydaceae
Samydaceae được một số tác giả tách ra khỏi họ Salicaceae nghĩa rộng.
- Casearia (bao gồm cả Gossypiospermum, Synandrina)
- Euceraea
- Hecatostemon
- Laetia (bao gồm cả Guidonia)
- Lunania
- Neoptychocarpus (bao gồm cả Ptychocarpus)
- Ophiobotrys
- Osmelia
- Pseudosmelia
- Ryania (bao gồm cả Patrisia)
- Samyda (bao gồm cả Guayabilla, Guidonia)
- Tetrathylacium
- Trichostephanus
- Zuelania

#### Còn lại
- Abatia
- Aphaerema
- Azara (bao gồm cả Arechavaletaia)
- Banara (bao gồm cả Kuhlia)
- Bartholomaea
- Bembicia
- Bennettiodendron
- Bivinia. Có thể là đồng nghĩa của Calantica.
- Byrsanthus
- Calantica
- Carrierea
- Dissomeria
- Dovyalis (bao gồm cả Aberia)
- Flacourtia (bao gồm cả Stigmarota)
- Hasseltia (bao gồm cả Spruceanthus)
- Hasseltiopsis
- Hemiscolopia
- Homalium (bao gồm cả Antinisa, Nisa, Pierrea)
- Idesia (bao gồm cả Cathayeia)
- Itoa (bao gồm cả Mesaulosperma)
- Lasiochlamys
- Ludia
- Macrohasseltia
- Mocquerysia
- Neopringlea (bao gồm cả Llavea)
- Neosprucea
- Olmediella
- Oncoba
- Pangium
- Phyllobotryon
- Phylloclinium
- Pineda
- Pleuranthodendron
- Poliothyrsis
- Priamosia
- Prockia
- Pseudoscolopia
- Scolopia (bao gồm cả Aembilla, Phoberos, Richeopsis)
- Tisonia
- Trimeria
- Xylosma (bao gồm cả Craepaloprumnon, Eichlerodendron, Hisingera, Lightfootia, Myroxylon, Roumea, Rumea)